# Franciszek Tim
Franciszek Tim, w latach 1924–1948 Adolf Thiem (ur. 4 czerwca 1924 w Hajdukach Wielkich, zm. 9 września 1989 w Chorzowie) – polski piłkarz występujący na pozycji obrońcy, reprezentant Polski w 1952 roku, trener.

## Kariera
Tim był wychowankiem Kresów Chorzów, w których występował w latach 1939–1943, zaś po zakończeniu II wojny światowej grał w Robotniczym Klubie Sportowym Batory. W sezonie 1949 zasilił Ruch Chorzów, którego reprezentował przez osiem lat. W barwach „Niebieskich” zadebiutował 13 listopada 1949 roku w wygranym 2:0 meczu ligowym z Lechem Poznań. Pierwszą bramkę strzelił 19 marca 1950 roku w zwycięskim spotkaniu z Wartą Poznań. Tim wywalczył z Ruchem trzykrotnie mistrzostwo Polski (1951, 1952, 1953) oraz dwukrotnie wicemistrzostwo (1950, 1956) i trzecie miejsce w mistrzostwach kraju (1954, 1955). Był jednokrotnym reprezentantem Polski. W kadrze zadebiutował 18 maja 1952 roku w przegranym 0:1 meczu przeciwko Bułgarii. Na boisko spędził pierwszą połowę, po czym został zmieniony przez Teodora Wieczorka. W latach 1957–1959 Tim był grającym trenerem Warty Zawiercie, natomiast po zakończeniu kariery piłkarskiej rozpoczął pracę w charakterze trenera.
W 1953 roku Tim pracował w Stilonie Gorzów Wielkopolski, z którym zdobył Puchar Polski na szczeblu wojewódzkim. W styczniu 1959 roku Tim został trenerem Concordii Knurów. W sezonie 1963/1964 Tim prowadził w trzech ostatnich kolejkach rundy jesiennej Ruch Chorzów. Na ławce trenerskiej „Niebieskich” zadebiutował 27 października 1963 roku w przegranym 2:1 meczu z ŁKS–em Łódź. Zespół pod jego wodzą nie wygrał żadnego meczu (jeden remis, dwie porażki; stosunek bramek 3:6). Tim pracował również w Naprzodzie Żernica, z którym wywalczył awans do A klasy oraz Zagłębiu Dąbrowa Górnicza i Baildonie Katowice.

## Statystyki

### Klubowe
| Sezon | Klub         | Liga   | Liga krajowa | Liga krajowa |
| ----- | ------------ | ------ | ------------ | ------------ |
| Sezon | Klub         | Liga   | Mecze        | Bramki       |
| 1949  | Ruch Chorzów | I Liga | 1            | 0            |
| 1950  | Ruch Chorzów | I Liga | 18           | 5            |
| 1951  | Ruch Chorzów | I Liga | 21           | 3            |
| 1952  | Ruch Chorzów | I Liga | 2            | 0            |
| 1953  | Ruch Chorzów | I Liga | 1            | 0            |
| 1954  | Ruch Chorzów | I Liga | 3            | 0            |
| 1955  | Ruch Chorzów | I Liga | 15           | 0            |
| 1956  | Ruch Chorzów | I Liga | 4            | 0            |
| Razem | Razem        | Razem  | 165          | 2            |

### Reprezentacyjne
| 1. | 18.05.1952 | Warszawa, Polska | Bułgaria | 0:1 | towarzyski |

### Trenerskie
| 1963/1964 | Ruch Chorzów | I Liga | 3 | 0 | 1 | 2 | 0 |

## Sukcesy

### Ruch Chorzów
- Mistrzostwo Polski (3 razy) w sezonach: 1951, 1952, 1953
- Wicemistrzostwo Polski (2 razy) w sezonach: 1950, 1956
- 3. miejsce w mistrzostwach Polski (2 razy) w sezonach: 1954, 1955

### Trenerskie
- Puchar Polski na szczeblu wojewódzkim ze Stilonem Gorzów Wielkopolski (1953)[7]
- Awans do A klasy z Naprzodem Żernica[11]

## Życie prywatne
Tim pracował zawodowo w charakterze górnika. Zmarł 9 września 1986 roku na zawał serca. Został pochowany na cmentarzu należącym do parafii Wniebowzięcia Najświętszej Maryi Panny przy ul. Granicznej. Był ojcem chrzestnym Michała Probierza.